# S-Ryhmä
S-Ryhmä (nome completo Suomen Osuuskauppojen Keskuskunta, abbreviato SOK, in svedese S-gruppen) è una società cooperativa di grande distribuzione finlandese con sede a Helsinki.
S-Ryhmä è composta da 20 cooperative regionali che operano in tutta la Finlandia tra cui la Suomen Osuuskauppojen Keskuskunta (SOK). S-Ryhmä vende alimenti, beni di consumo durevoli, dispone di stazioni di servizio, ed è attiva nei servizi alberghieri e della ristorazione.

## Storia
Fondata nel 1904, S-Ryhmä dispone di punti vendita diffusi in Finlandia, Estonia e Russia. Estese anche la sua influenza in Lettonia e Lituania, ma nel maggio del 2017 decise di non operare più in tali nazioni. La catena è in competizione con la connazionale Kesko, in quanto entrambe operano nei medesimi mercati.